# Murach (Schwarzach)
Die Murach ist ein 34 km langer, rechter Zufluss der Schwarzach im Landkreis Schwandorf in der Oberpfalz in Bayern. Sie entspringt mehreren Quellen südwestlich vom Stückberg bei Oberlangau und mündet nach einem mit geringen Schwankungen südwestlichen Lauf bei Zangenstein in die Schwarzach.

## Verlauf
Die Murach entsteht am bewaldeten Südwesthang des Stückbergs (808,6 m ü. NHN) bei der Ortschaft Oberlangau in der Gemeinde Schönsee. Hier entspringen einige Quellen, die höchste auf etwas über auf etwa 740 m ü. NHN, die Abflüsse laufen bis zu einem Kilometer westwärts und vereinen sich dann endgültig schon nahe am Waldrand auf knapp 670 m ü. NHN. Nachdem der junge Fluss aus dem Wald ausgetreten ist, durchläuft er die Ortschaft Oberlangau und wendet in ihr seinen Lauf recht beständig nach Südwesten.
Von Mitterlangau nach Tannermühle, Neumühle, Plechhammer, Lukahammer, Gartenriedermühle, Hermannsriedermühle und Hebermühle fließt die Murach nach Teunz. Über die Reichertsmühle kommt die Murach zu dem Ort Niedermurach. Vorbei an Nottersdorf, Pertolzhofen, Hammermühle, Oberkonhof, Siegelsdorf und Fronhof fließt die Murach bei Zangenstein in die Schwarzach, die bei Schwarzenfeld in die Naab mündet.

## Einzugsgebiet
Das etwa 124 km² große Einzugsgebiet streckt sich spindelförmig etwa 22 km weit vom Stückberg an der Nordostspitze, dem mit 808,6 m ü. NHN höchsten Punkt überhaupt, bis zur Mündung im Südwesten; quer dazu ist es maximal 8,5 km breit. Hinter der linken Wasserscheide fließt in gleicher Richtung im Südwesten die Ascha zur aufwärtigen Schwarzach, erst sehr dicht an dieser schieben sich kleine Einzugsgebiete sehr viel kürzerer Schwarzach-Zuflüsse dazwischen. An der östlichen Wasserscheide liegt mündungsnah im Westen das Entwässerungsgebiet des abwärtigen Schwarzach-Zuflusses Katzbach an, jenseits der anschließenden nordwestlichen lang solches der Pfreimd, die unmittelbar nacheinander über ihre großen linken Nebenflüsse Gleiritsch, Kainzbach, Uchabach und Tröbesbach konkurriert, im Norden dann über den Loisbach. Zuletzt im Nordosten trennt die Scheide vom Natschbach, der mit seinen Oberläufen über einen Nordbogen nach Tschechien hinein zur ganz zuoberst Katharinenbach genannten Pfreimd entwässert.

## Zuflüsse
- Rösllohbach und Falzbach bei Mitterlangau (von rechts)
- Hüttenbach bei Mitterlangau (von links)
- Tannerlbach, Braunbeergraben und Forellenbach unterhalb der Tannermühle (von links)
- Weißbach bei Plechhammer (von rechts)
- Goldbach unterhalb der Gartenrieder Mühle (von rechts)
- Honigbach bei Hebermühle (von links)
- Faustnitz in Teunz (von rechts)
- Cederbach an der B22 (von rechts)
- Steinbach bei Niedermurach (von links)
- Sallachbach bei Nottersdorf (von links)
- Döferingbach nördlich von Pertolzhofen (von rechts)
- Wolfsbach in Pertolzhofen
- Dürnersbach vor Oberkonhof (von rechts)
- Moorgraben und Krummbach bei Siegelsdorf (von rechts)

Eine Reihe kleinerer Bachläufe sind nicht benannt.

## Bildergalerie

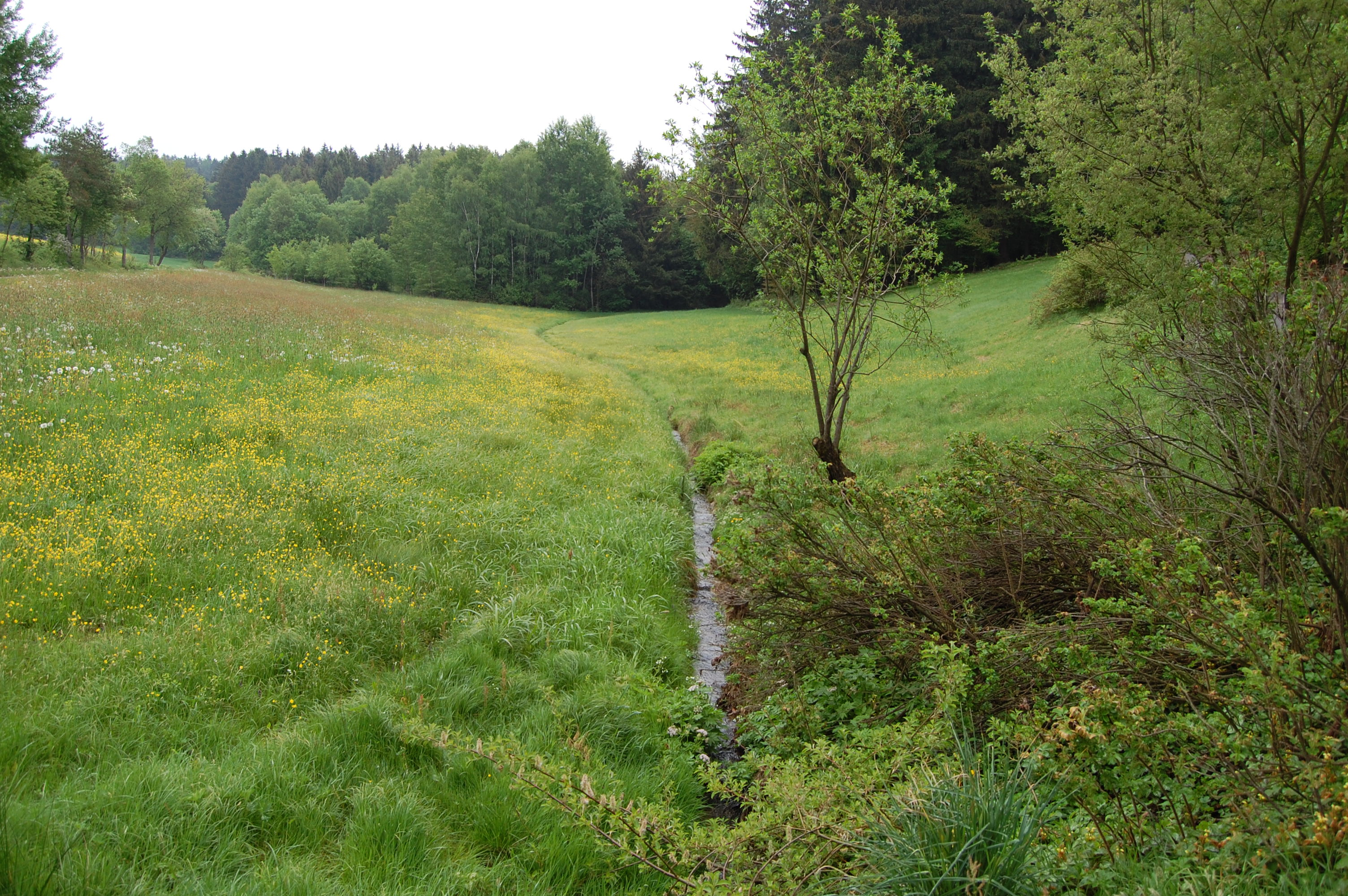
Die Murach im Quellgebiet bei Oberlangau
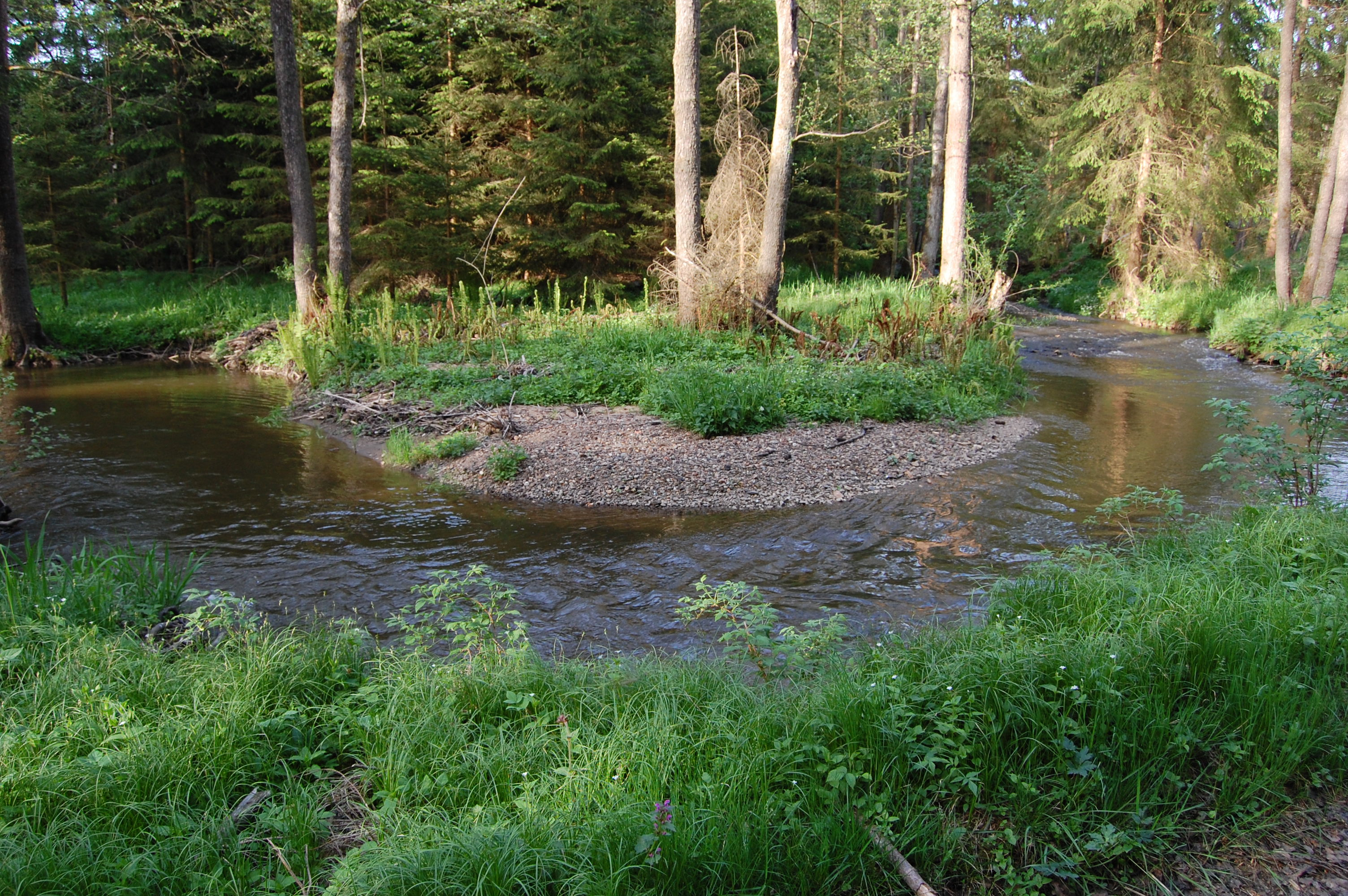
Murachschleife beim Wutzelstein
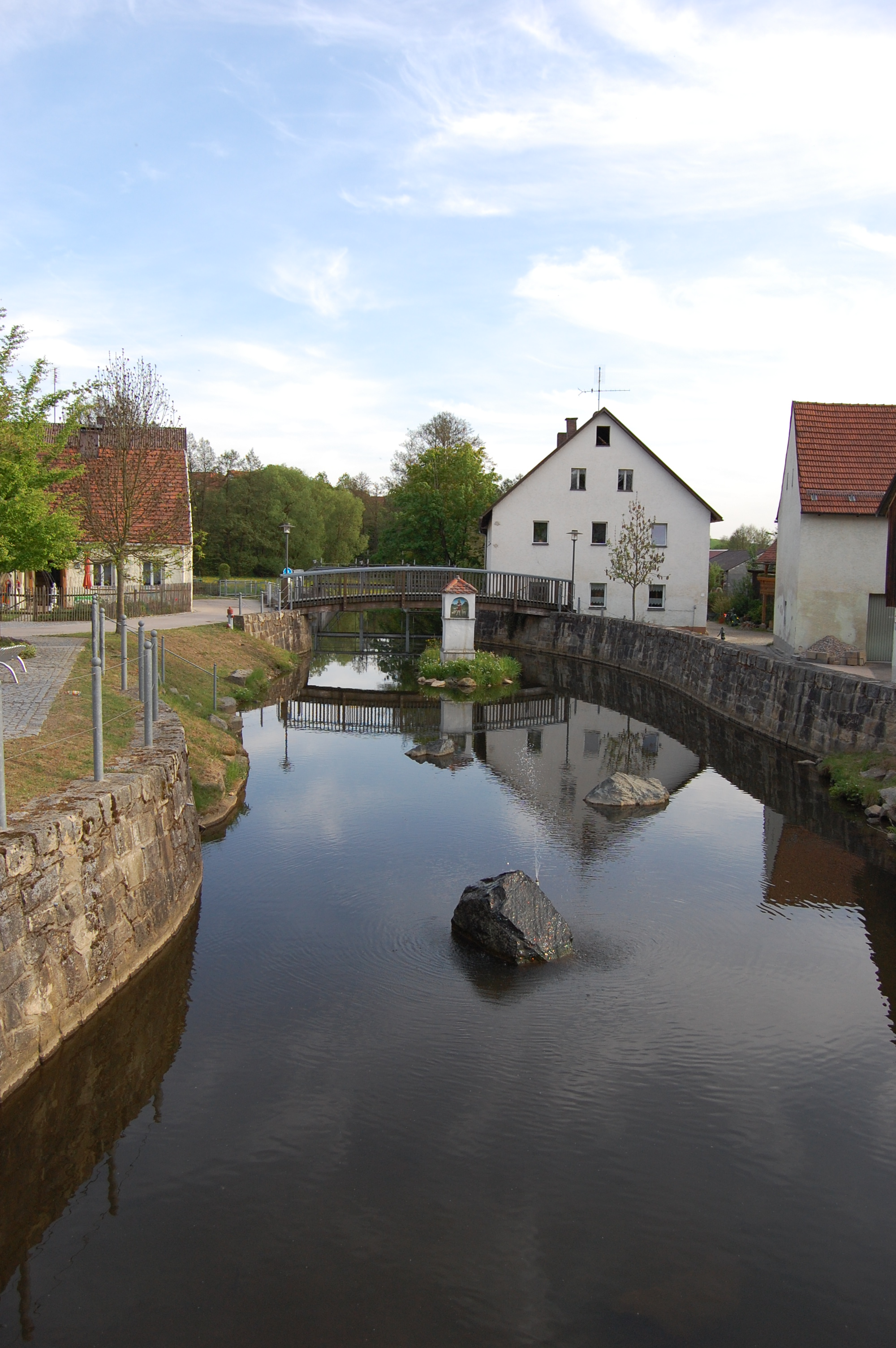
Die Murach in Teunz
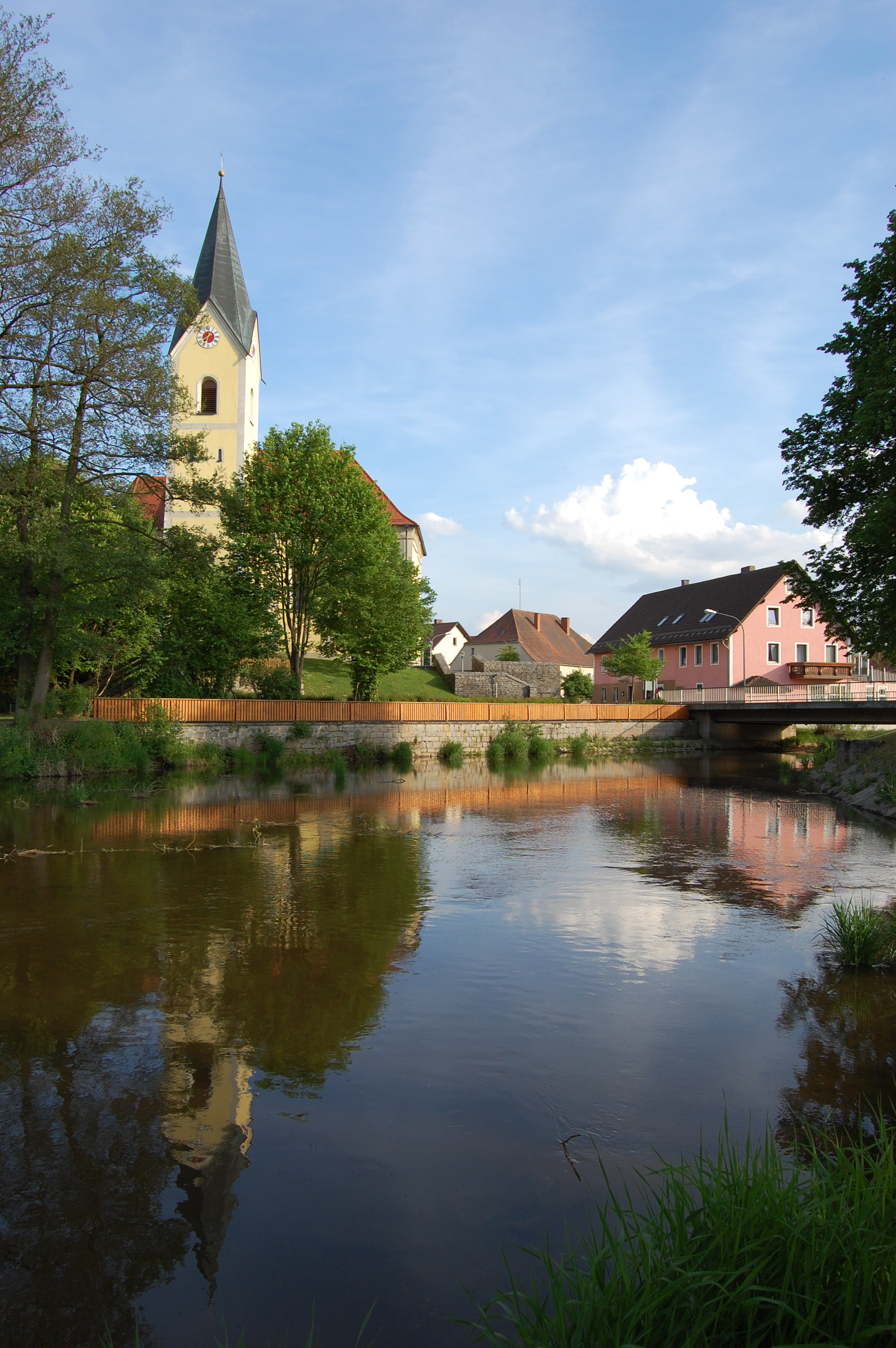
Die Murach in Niedermurach
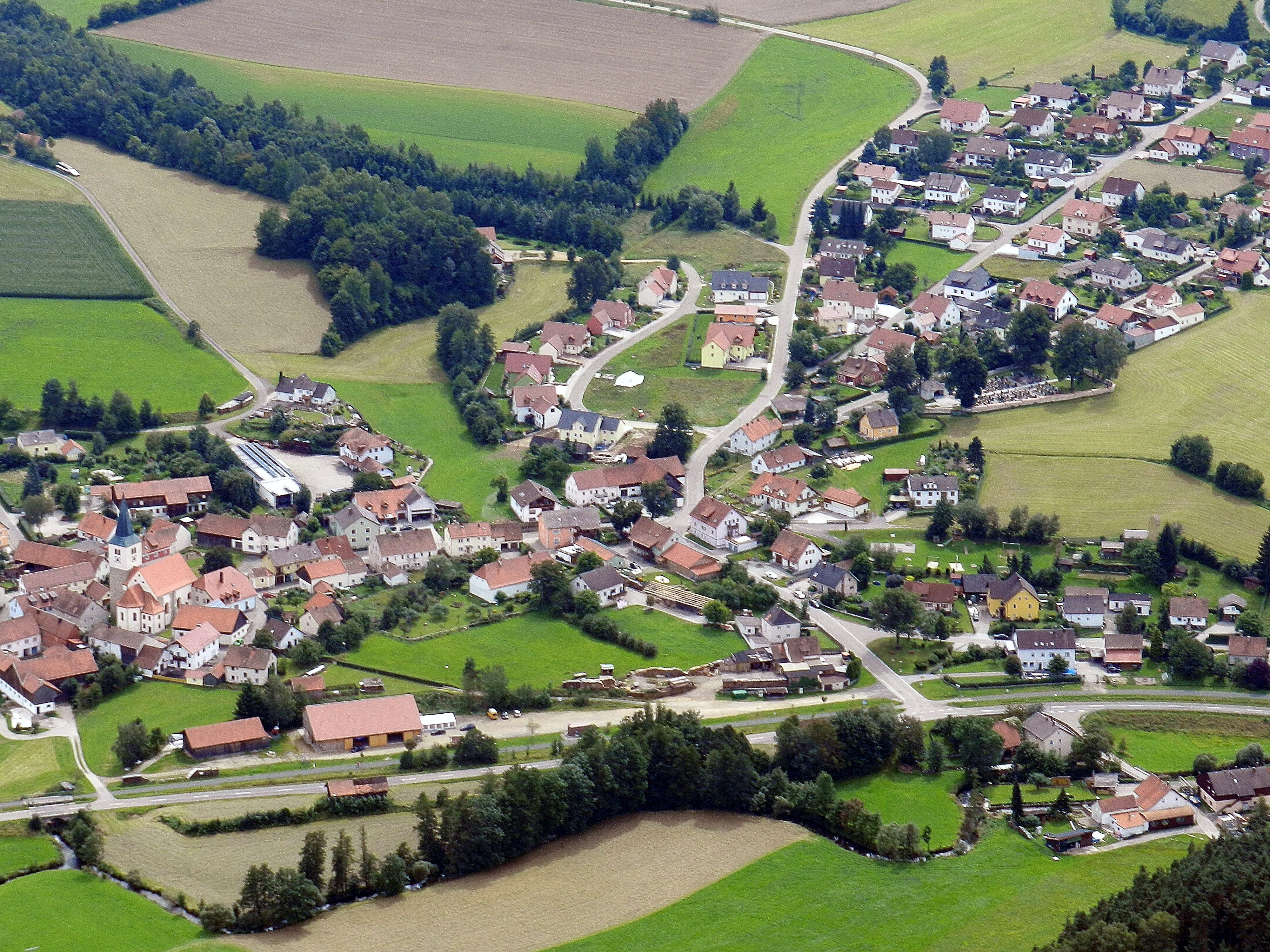
Die Murach bei Pertolzhofen
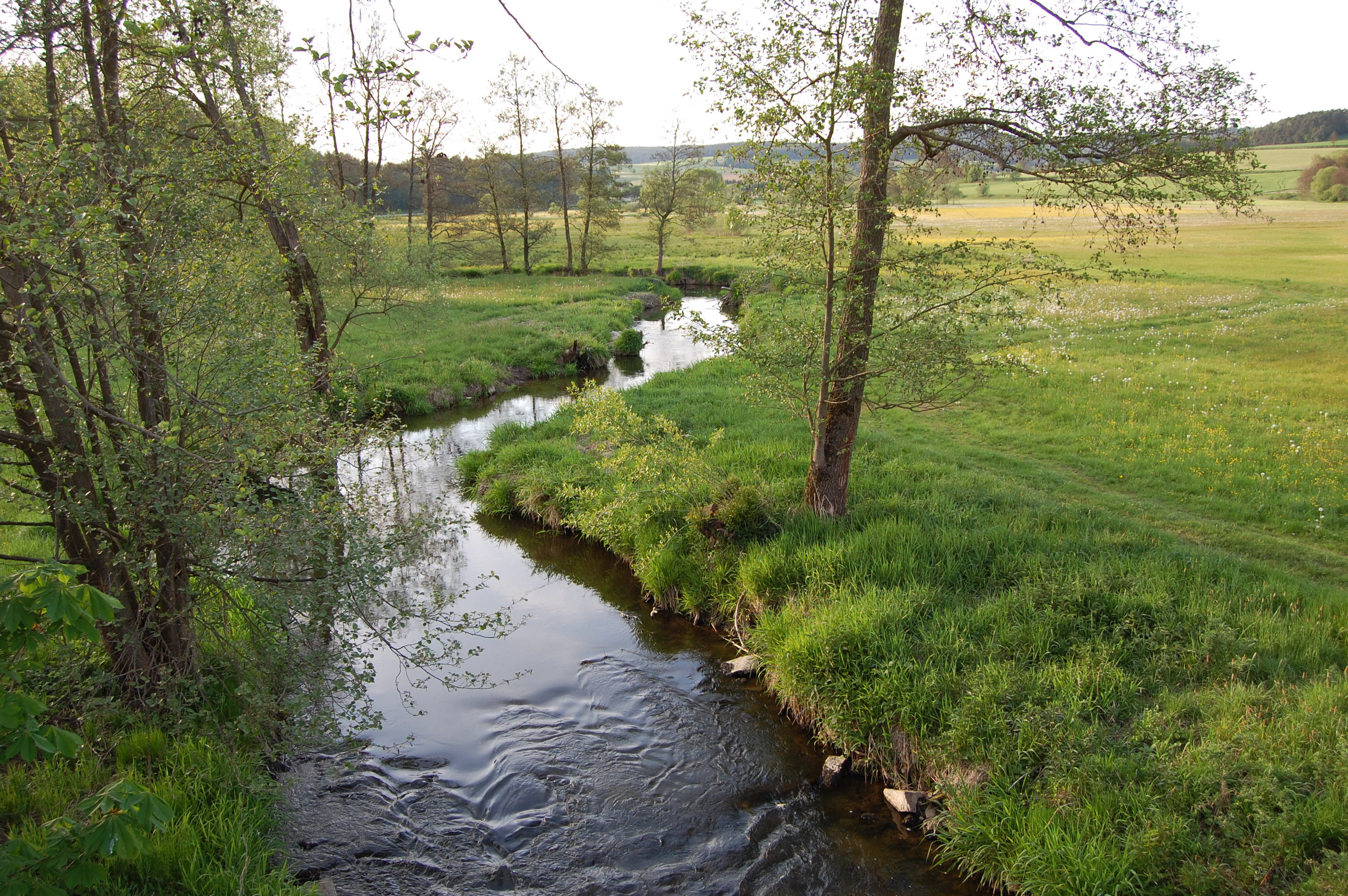
Die Murach südlich von Fronhof
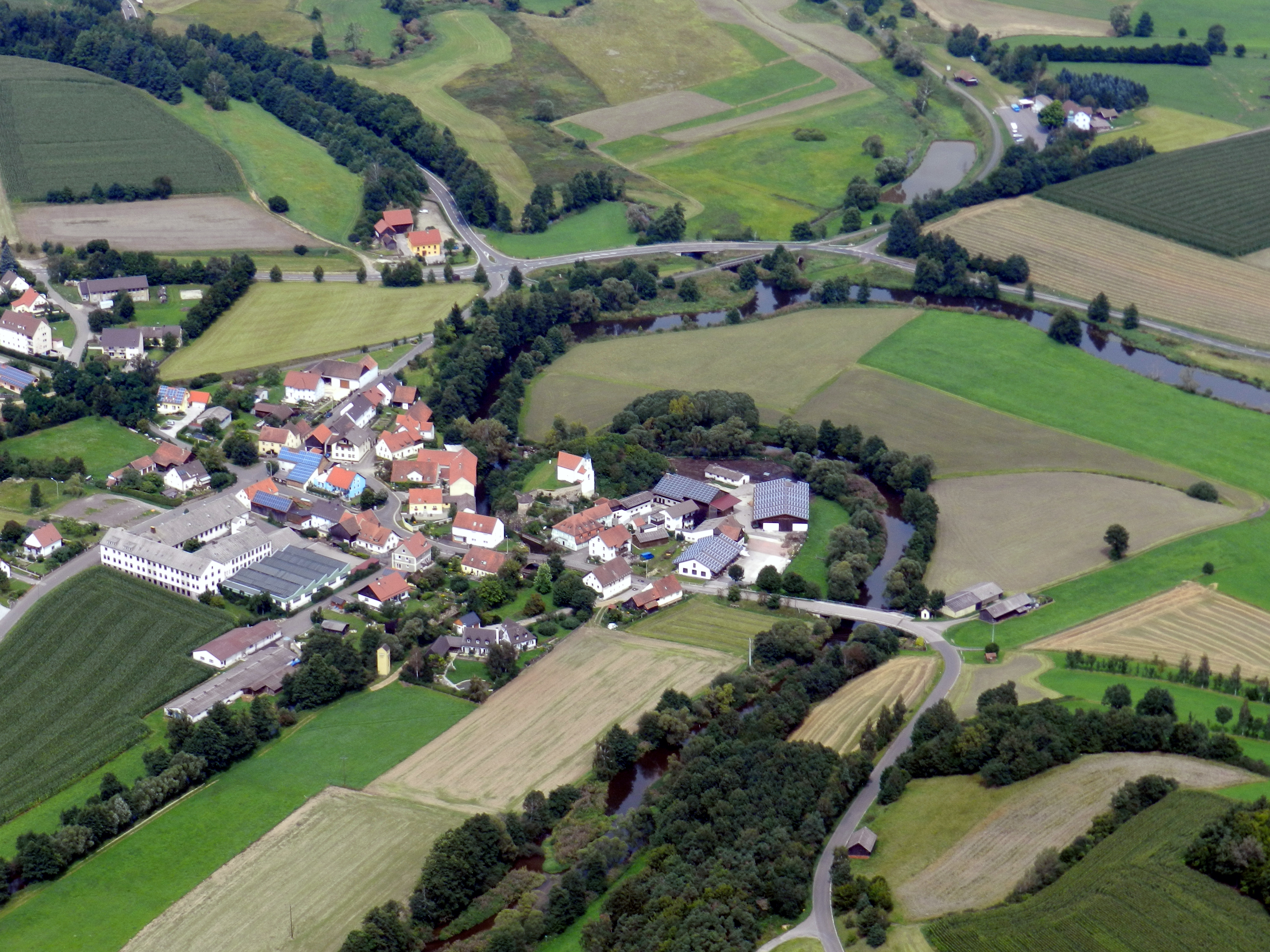
Die Murach mündet bei Zangenstein in die Schwarzach (2011)